# (4338) Velez
(4338) Velez es un asteroide perteneciente al cinturón de asteroides, descubierto el 14 de agosto de 1985 por Edward Bowell desde la Estación Anderson Mesa (condado de Coconino, cerca de Flagstaff, Arizona, Estados Unidos).

## Designación y nombre
Designado provisionalmente como 1985 PB1. Fue nombrado Velez en honor a Reinaldo Vélez, jefe del radiotelescopio de Arecibo.

## Características orbitales
Velez está situado a una distancia media del Sol de 2,251 ua, pudiendo alejarse hasta 2653 ua y acercarse hasta 1848 ua. Su excentricidad es 0,178 y la inclinación orbital 5,839 grados. Emplea 1233 días en completar una órbita alrededor del Sol.

## Características físicas
La magnitud absoluta de Velez es 13,7. Tiene 4043 km de diámetro y su albedo se estima en 0,298.